# Miguel Velázquez
Miguel Gerardo „Tako” Velázquez Olivares (ur. 2 lipca 1990 w Tlalnepantla de Baz) – meksykański piłkarz występujący na pozycji środkowego pomocnika lub prawego obrońcy.